# Fritz Berendsen
Friedrich Jürgen Karl Bromel („Fritz“) Berendsen (* 15. März 1904 in Ratzeburg; † 1. Oktober 1974 in Weinheim) war ein deutscher Offizier, leitender Angestellter und Politiker (CDU). Im Zweiten Weltkrieg schaffte er es bis zum Oberst i. G. der Wehrmacht, die Bundeswehr verließ er als Generalmajor. Er war in den 1950er und 1960er Jahren Mitglied des Deutschen Bundestages.

## Herkunft und Familie
Berendsen wurde 1904 als Sohn eines Arztes und seiner Frau, Tochter des Superintendenten des Herzogtums Lauenburg, Albert Robert Brömel, in Ratzeburg im geboren. Er besuchte von 1910 bis 1923 das dortige humanistische Gymnasium Lauenburgische Gelehrtenschule. Während der Schulzeit war er Vorsitzender des Ratzeburger Schüler-Ruderclubs.
Berendsen war evangelisch, verheiratet und Vater von drei Kindern.

## Offizier

### Reichswehr
Beförderungen
- 1926 Leutnant
- 1929 Oberleutnant
- 1935 Rittmeister

Nach der Reifeprüfung trat er 1923 als Rekrut in das 2. (Preußische) Reiter-Regiment in Allenstein-Osterode in Ostpreußen ein.  1924/25 besuchte er die Infanterieschule der Reichswehr im thüringischen Ohrdruf und 1925/26 die Kavallerieschule der Reichswehr in Hannover.
1926 wurde er Rekrutenoffizier und 1928 Führer des Kavalleriegeschützzuges im Reiterregiment 2 in Lyck und Osterrode (ab 1934). 1934 wurde er Schwadronschef in Angerburg.

### Wehrmacht / Kriegsgefangenschaft
Beförderungen
- 1939 Hauptmann i. G.
- 1940 Major i. G.
- 1942 Oberstleutnant i. G.
- 1943 Oberst i. G.

Nachdem Berendsen die Generalstabsauswahlprüfung bestanden hatte, absolvierte er von 1936 bis 1938 den Generalstabslehrgang an der Kriegsakademie in Berlin. 1938 wurde er 2. Generalstabsoffizier (Ib) der 3. leichten Division der Wehrmacht in Cottbus, später 8. Panzer-Division. Von Januar 1939 bis Februar 1940 wurde er in den Generalstab versetzt.
Im Februar 1940 wurde er 1. Generalstabsoffizier (Ia) der 8. Panzer-Division. Im August 1942 wurde er Taktiklehrer bei den Generalstabslehrgängen in Dresden. Im Juli 1943 wurde er Chef des Generalstabes des XXXXVI. Panzerkorps und im August 1944 des LIX. Armeekorps. Im September 1944 erfolgte die Versetzung in die Führerreserve in das Oberkommando des Heeres (OKH). Noch im selben Monat wurde er Chef des Generalstabes des III. Panzerkorps. Nachdem er im Dezember 1944 erneut in der Führerreserve war, wurde er im Januar 1945 Lehrgangsleiter des 16. Generalstabslehrgangs an der Kriegsakademie in  Hirschberg in Niederschlesien.
Im Mai 1945 geriet er schließlich in US-amerikanische Kriegsgefangenschaft, aus der er im November 1946 entlassen wurde. Von 1946 bis 1948 war er für den Nachrichtendienst der US Army in Oberursel (Camp King) tätig; US-General Albert Wedemeyer, den er aus der Berliner Kriegsakademie kannte, trat an Berendsen heran.

### Bundeswehr
Beförderungen
- 1959 Brigadegeneral
- 1963 Generalmajor

Nach Zustimmung des Personalgutachterausschusses und einer Eignungsübung trat er 1959 als Brigadegeneral des Heeres in die Bundeswehr ein. Er wurde zunächst in seine künftige Verwendung eingewiesen und war dann von April bis November 1959 war er Stellvertretender Kommandeur und Kommandeur der Divisionstruppen der 2. Grenadierdivision in Marburg und danach stellvertretender Chef des Stabes im HQ Central Army Group (CENTAG) in Heidelberg. 1963 wurde er zum Generalmajor befördert.
Mit Erreichen der Altersgrenze 1964 wurde er in den Ruhestand versetzt und wurde erneut in der Industrie tätig.

## Leitender Angestellter
1948 wurde Berendsen Angestellter des Eisen- und Stahlproduzenten Klöckner-Werke AG in Duisburg. 1952 wurde er Leiter der volkswirtschaftlichen Abteilung des Unternehmens. Im gleichen Jahr trat er zu Klöckner & Co. über, wo er 1953 Prokurist wurde.
1964 wurde er Sonderbeauftragter des Elektrounternehmens Brown, Boveri & Cie. (BBC) in Mannheim.

## Abgeordneter

### Kommunalpolitik
Berendsen war von 1952 bis 1959 Mitglied des Stadtrates von Duisburg. 1953 übernahm er den Fraktionsvorsitz.

### Bundespolitik
Er war von 1953 bis zu seiner Mandatsniederlegung am 15. September 1959 Mitglied des Deutschen Bundestages. Nach seiner Pensionierung gehörte er dem Bundestag erneut von 1965 bis 1969 an. 1953 (mit 50,1 Prozent) – bei gleichzeitiger Landeslistenplatzierung 51 – und 1957 (mit 52,8 Prozent) ist er als direkt gewählter Abgeordneter des Wahlkreises 93 (Duisburg II) und 1965 über den Platz 10 der Landesliste Baden-Württemberg – er kandidierte erfolglos im Wahlkreis Mannheim 180 (Mannheim II) – in den Bundestag eingezogen. Von 1953 bis 1959 war er ordentliches Mitglied des Verteidigungsausschusses. In der zweiten Wahlperiode saß er als ordentliches bzw. stellvertretendes Mitglied im Verkehrsausschuss. Von 1953 bis 1959 war er stellvertretendes Mitglied und von 1965 bis 1969 ordentliches Mitglied des Ausschusses für auswärtige Angelegenheiten. Außerdem war er stellvertretendes Mitglied des Ausschusses für Außenhandelsfragen und von 1965 bis 1967 ordentliches Mitglied des Ausschusseses für Kriegs- und Verfolgungsschäden. Für die CDU/CSU-Bundestagsfraktion war er Sprecher für Wehrfragen.
1957 wurden gegen ihn und die DP-Abgeordneten Martin Blank und Hasso von Manteuffel Vorwürfe im Zusammenhang mit Rüstungsaufträgen laut. Der Verteidigungsausschuss des Bundestages wurde daraufhin als Untersuchungsausschuss gemäß Artikel 45a Grundgesetz tätig, konnte die Vorwürfe jedoch nicht bestätigen.
Weil er am 1. April 1959 wieder in den Soldatendienst gewechselt hatte, verlor er seine Wählbarkeit. Zunächst beurlaubt, gab er sein Mandat am 15. September 1959 auf.
Berendsen gehörte auch der Nordatlantischen Versammlung („NATO-Parlament“) an. Dort war er von 1956 bis 1958 Vizepräsident.

## Auszeichnungen
1933–1945
- 1939: Eisernes Kreuz II. Klasse
- 1940: Eisernes Kreuz I. Klasse
- 1942: Deutsches Kreuz in Gold

nach 1945
- 31. März 1962: Legion of Merit (Officer)
- 1964: Großes Verdienstkreuz des Verdienstordens der Bundesrepublik Deutschland